# قناة كبدية مشتركة
القناة الكبدية المشتركة هي القناة التي شكلتها التقاء القناة الكبدية اليمنى (التي تصب الصفراء من الفص الأيمن للكبد) والقناة الكبدية اليسرى (التي تصب الصفراء من الفص الأيسر للكبد). القناة الكبدية المشتركة تلتقي لاحثاً بقناة المرارة القادمة من المرارة لتشكيل القناة الصفراوية المشتركة. القناة طولها عادة 6-8 سم طول وقطرها 6 ملم عند البالغين.

## الصور

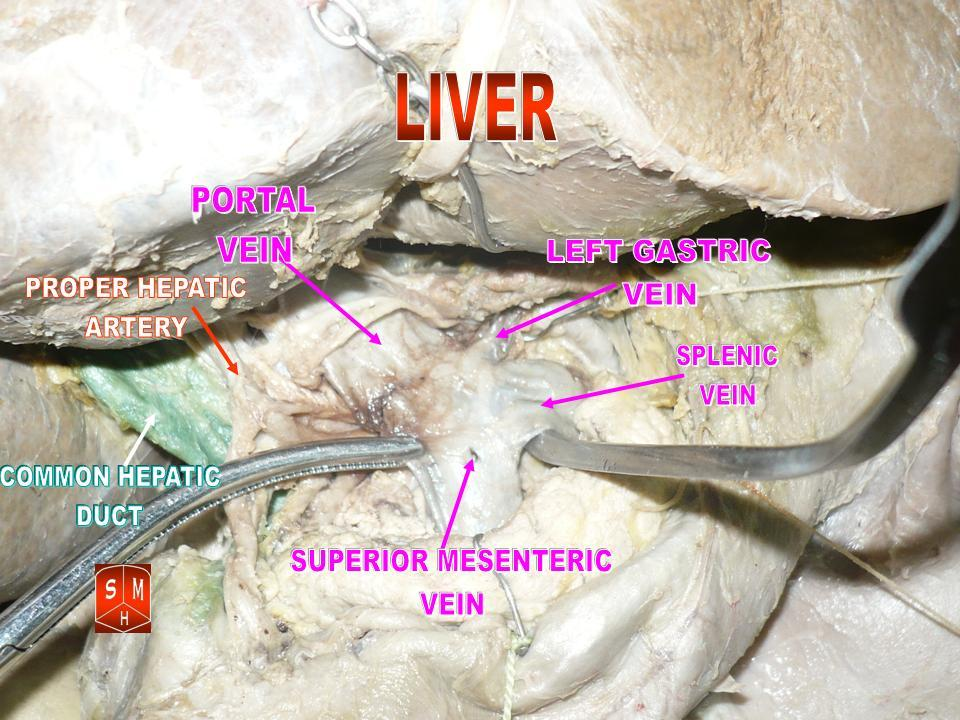
القناة الصفراوية المشتركة
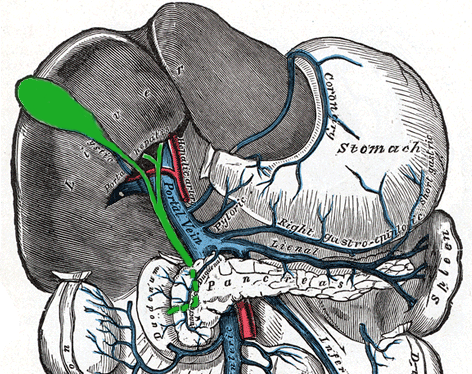
الوريد البابي وروافده.
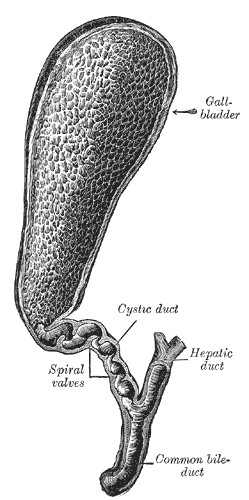
المرارة والقناة الصفراوية
جهاز الصفراء
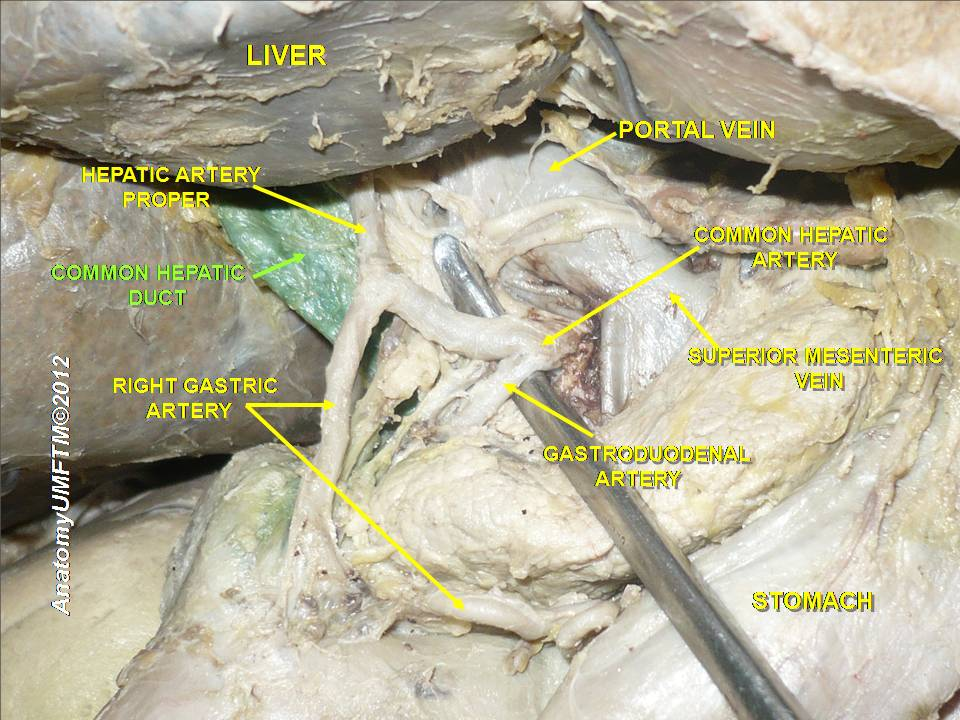
القناة الصفراوية المشتركة